# ورق جوس
أوراق الجوس، المعروفة أيضًا باسم أوراق البخور، هي أعمال ورقية أو أوراق تُستخدم كقرابين تُحرق في الطقوس الشائعة في عبادة الأسلاف الصينية (مثل تبجيل أفراد العائلة والأقارب المتوفين في الأعياد والمناسبات الخاصة). كما تُستخدم أوراق الجوس في عبادة الآلهة في الديانة الشعبية الصينية. بالإضافة إلى ذلك، تُحرق أوراق الجوس أو تُدفن مع عناصر أخرى مصنوعة من الورق المقوى في الجنازات الآسيوية المختلفة "لضمان أن تكون لدى روح المتوفى الوسائل الكافية في الحياة الآخرة". في تايوان وحدها، بلغت الإيرادات السنوية التي تجنيها المعابد من حرق أوراق الجوس 400 مليون دولار أمريكي (13 مليار دولار تايواني) اعتبارًا من عام 2014.

## الاستخدام
تُستخدم أوراق الجوس غالبًا في تبجيل الأموات، ولكنها معروفة أيضًا باستخدامها لأغراض أخرى، مثل تقديمها كهدية من عائلة العريس إلى أسلاف العروس. يُقال إن هذه الأوراق تُقدم لضمان أن يكون لدى الأسلاف المتوفين كل ما يحتاجونه أو يرغبون فيه في الحياة الآخرة. كما لوحظ أن هذه القرابين تُقدم كرشوة ليانلو وانغ لتقليل فترة بقاء أسلافهم في العالم الآخر.

يعتمد تبجيل الأسلاف على الاعتقاد بأن أرواح الموتى تستمر في العيش في العالم الطبيعي ولديها القدرة على التأثير في حظوظ ومصير الأحياء. الهدف من عبادة الأسلاف هو ضمان رفاهية الأسلاف المستمرة وموقفهم الإيجابي تجاه الأحياء، وأحيانًا لطلب خدمات أو مساعدات خاصة. تتكون طقوس عبادة الأسلاف بشكل شائع من تقديم قرابين للمتوفين لتوفير الرفاهية لهم في الحياة الآخرة، والتي يُتصور أنها مشابهة للحياة الدنيوية. يُعتقد أن حرق أوراق الجوس يمكّن الأسلاف من شراء الكماليات والضروريات التي يحتاجونها لحياة مريحة في العالم الآخر.

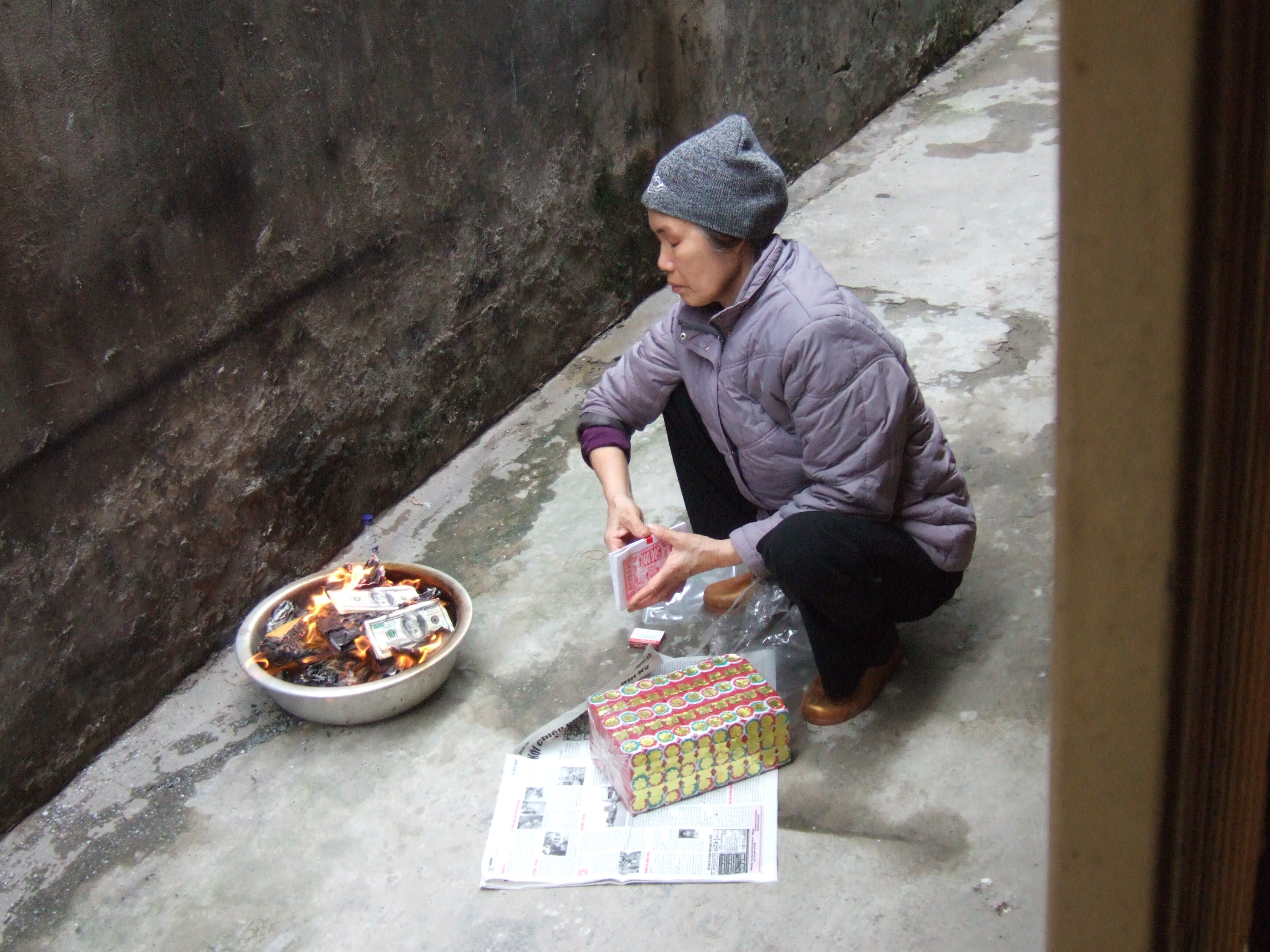
سيدة تحرق أوراق الجوس أمام منزلها في هانوي بعد تقديم الطعام لأسلافها
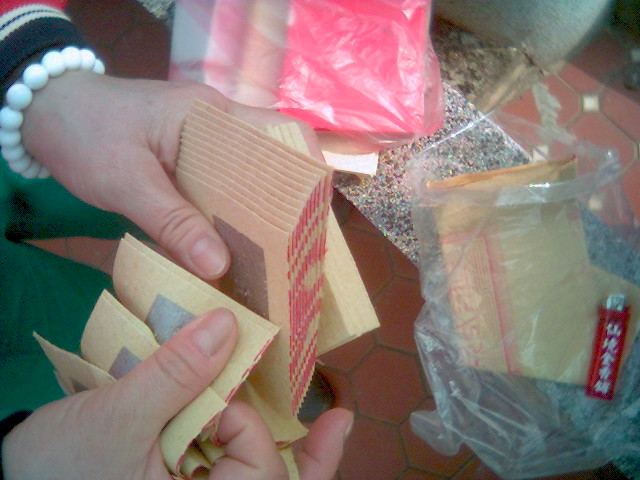
أوراق الجوس من النوع الفضي تُطوى استعدادًا للحرق
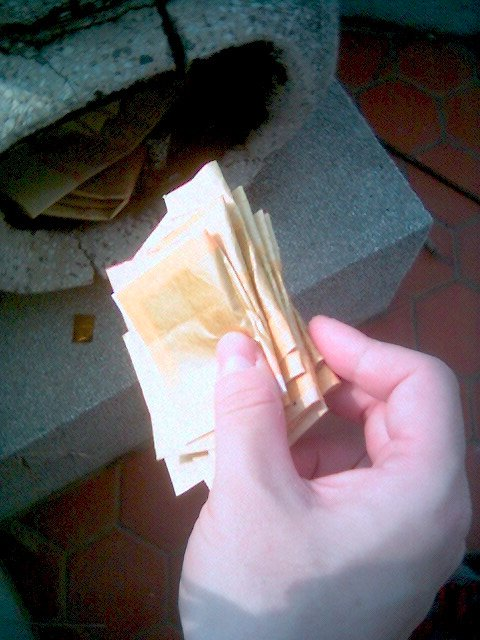
أوراق الجوس مطوية وجاهزة للحرق كقربان

تحتوي العديد من المعابد على أفران كبيرة خارج البوابة الرئيسية لحرق أوراق الجوس. يُعد طي الورق جزءًا أساسيًا من مراسم الحرق، حيث يميز أوراق الجوس عن النقود الحقيقية، كما يُعتقد أنه يجلب الحظ الجيد لمن يطويها. حرق النقود الحقيقية سيكون أمرًا غير عملي لمعظم الناس، كما أنه يُعتقد أنه يجلب الحظ السيئ في الثقافات الآسيوية. يمكن طي أوراق الجوس في أشكال محددة يُعتقد أنها تجلب الحظ السعيد، ويميل الناس إلى حرق كميات كبيرة منها لضمان استقبال القربان بشكل جيد.
يحرق الناس أوراق الجوس في العديد من المناسبات، مثل رأس السنة القمرية، مهرجان الأشباح، مهرجان منتصف الخريف، دونغجي (الانقلاب الشتوي)، مهرجان تشينغ مينغ، مهرجان تشونغ يانغ، مهرجان قوارب التنين، وغيرها.
كل خمسة عشر يومًا، يحرق أصحاب الأعمال في تايوان أوراق الجوس في مواقد حمراء ويضعون طاولات قرابين على الرصيف لكل من الآلهة والأشباح. يتزامن هذا مع نظام تقويم قديم مقسم إلى أربعة وعشرين فترة، كل منها خمسة عشر يومًا.[صف بدقة]
في العصر الحديث، يتم تقديم قرابين مبسطة عن طريق رسم دائرة بالطباشير على الرصيف أو بين المباني السكنية وحرق أوراق الجوس داخل الدائرة. هذا الأمر شائع جدًا في جميع المدن والقرى الصينية اليوم.
بسبب المخاوف البيئية، تم تجهيز بعض أفران حرق أوراق الجوس الحديثة بغطاء خاص يمنع انتشار الرماد المحترق. يسمح الغطاء بدخول كمية كافية من الأكسجين لضمان حرقها بالكامل.
تُحرق أوراق الجوس في الغالب، ولكن يمكن أيضًا تقديمها عن طريق تعريضها للهواء أو وضعها في تابوت المتوفى خلال مراسم الجنازة.
اعتمادًا على نوع ومرتبة الإله أو الكائن الذي يتم تبجيله، يمكن حرق ورق يحتوي على رقائق معدنية أو أختام حبر بأحجام مختلفة. تختلف تفضيلات أنواع أوراق الجوس المستخدمة من منطقة إلى أخرى في العالم. على سبيل المثال، تُعد "أوراق بنك الجحيم" شائعة في المناطق التي يهيمن عليها السكان الناطقون باللغة الكانتونية، ولكنها نادرًا ما تُرى أو تُستخدم في أماكن مثل تايوان أو ماكاو، حيث يُستخدم "الورق الذهبي" بدلاً من ذلك. يتم طي أوراق الجوس إلى النصف، أو شراؤها مطوية مسبقًا على شكل سبائك ذهبية قبل حرقها في وعاء فخاري أو مدخنة مبنية خصيصًا. عادةً ما يكون حرق أوراق الجوس هو الفعل الأخير في طقوس عبادة الآلهة أو الأسلاف الصينية. يمكن أيضًا طي الأوراق وترتيبها في أشكال معقدة مثل الباغودا أو أزهار اللوتس.
في الطقوس الطاوية، يُعد تقديم أوراق الجوس للآلهة أو الأسلاف جزءًا أساسيًا من العبادة. ومع ذلك، قامت بعض المعابد البوذية الصينية، مثل سنغافورة البوذية لودج في سنغافورة وجميع المعابد التابعة لفوجوانغ شان في تايوان، بتثبيط تقديم أوراق الجوس خلال طقوس عبادة الأسلاف في قاعة الألواح التذكارية، وذلك بسبب المخاوف المتعلقة بالتلوث البيئي.

### في الدول الغربية
تم إنشاء متاجر لبيع أوراق الجوس في الدول الغربية – مثل الولايات المتحدة أو المملكة المتحدة – من قبل المهاجرين الصينيين. على سبيل المثال، يوجد في شارع مولبيري في نيويورك، والمعروف أيضًا باسم حي الصين، تجار لبيع المنتجات الورقية المشابهة لتلك الموجودة في هونغ كونغ. تخدم هذه المتاجر الصينيين المقيمين هناك، وذلك للاحتفال بالمهرجانات الصينية.

## التأثير الصحي
أظهر تحليل محتوى المعادن في عينات الرماد أن حرق أوراق الجوس ينبعث منه العديد من المكونات السامة التي تشكل مخاطر صحية. هناك كمية كبيرة من المعادن الثقيلة في غبار الدخان ورماد القاع، مثل الألومنيوم، الحديد، المنغنيز، النحاس، الرصاص، الزنك والكادميوم. وجدت دراسة أخرى أن حرق أوراق الجوس الذهبية والفضية خلال المهرجانات قد يساهم في الإصابة بمرض باركنسون لدى كبار السن وإعاقة نمو الأطفال.

## أنواع أوراق الجوس

### التقليدية

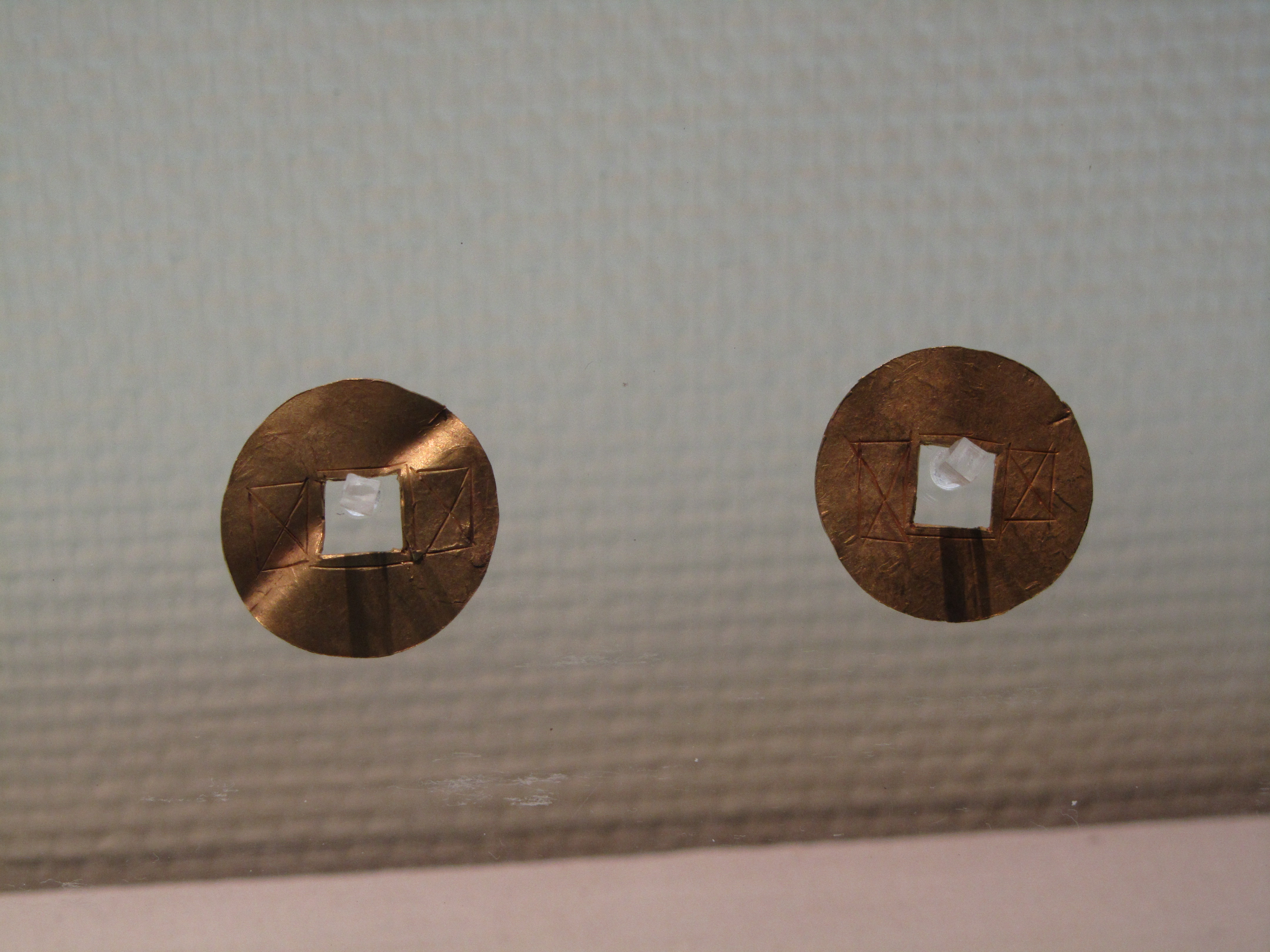
أوراق جوس مصنوعة من رقائق ذهبية تعود إلى سلالة جين (266–420 م)

تُصنع أوراق الجوس تقليديًا من ورق الخيزران الخشن، الذي يبدو وكأنه مصنوع يدويًا مع وجود العديد من الاختلافات والعيوب، على الرغم من أن ورق الأرز يُستخدم أيضًا بشكل شائع. تقليديًا، يتم قطع أوراق الجوس إلى مربعات أو مستطيلات فردية. اعتمادًا على المنطقة، قد تُزين أوراق الجوس بأختام، أو طوابع، أو قطع من ورق متناقض، أو تصميمات منقوشة، أو زخارف أخرى.
تُقدم أنواع مختلفة من أوراق الجوس إلى فئات مختلفة من الأرواح. الأنواع الرئيسية الثلاثة لأوراق الجوس هي النحاسية (النقدية)، والفضية، والذهبية. تُقدم الأوراق النقدية للأرواح الجديدة المتوفاة وللأرواح المجهولة. تُقدم الأوراق الذهبية (جين) في الغالب للآلهة مثل الإمبراطور اليشم. تُقدم الأوراق الفضية (يين) لأرواح الأسلاف وكذلك للأرواح الأخرى. يجب الالتزام بهذه التفرقة بين الأنواع الثلاثة بدقة لتجنب إرباك أو إهانة الأرواح.
- داباي شوجين (大百壽金، تعني "ذهب طول العمر"): مربعات ورقية كبيرة تحتوي على مستطيل ذهبي مطبوع عليه رموز فو، لو، وشو (النجوم الثلاثة)، يمكن تقديمها للآلهة السماوية.
- ييجين (刈金، تعني "ذهب القطع"): مربعات ورقية كبيرة تحتوي على مستطيل ذهبي، يمكن تقديمها لأي مستوى من الآلهة.
- جيوجين (九金، تعني "تسعة ذهب"): مربعات ورقية كبيرة تحتوي على مستطيل ذهبي ومطبوع بأشكال وزوايا وحروف، شائعة في جنوب تايوان، كانت تُقدم لجنود الآلهة الروحيين، لكنها أصبحت أكثر شيوعًا في عبادة الأسلاف وحماة الأرض.
- شياوين (小銀، تعني "فضة صغيرة"): مربعات ورقية صغيرة تحتوي على مستطيل فضي، تُحرق للأقارب المقربين والأسلاف والأرواح.
- جينغي (經衣، تعني "الخيوط والملابس"): نوع من أوراق الجوس يحتوي على صور للأشياء التي يحتاجها الموتى كـ"ضروريات يومية"، مثل الملابس، والأحذية، والأكواب، والمقص.

### الأنواع المعاصرة
تشمل الأنواع الأكثر حداثة أو غربية من أوراق الجوس العملات الورقية، وبطاقات الائتمان، والشيكات، بالإضافة إلى الملابس، والمنازل، والسيارات، ومستلزمات النظافة، والإلكترونيات، والخَدَم المصنوعة من الورق المعجن (تُعرف مجتمعة باسم جيزها بالماندرين zhǐzhā zh:紙紮. تتراوح التصاميم على العناصر الورقية من البسيطة جدًا إلى المعقدة للغاية (مع أعمال فنية مخصصة وأسماء).

في عام 2006، ردًا على حرق "العناصر الفوضوية للتضحية"، مثل السيارات الورقية، والمنازل، والحبوب، أعلن دو يوبي، نائب وزير الشؤون المدنية في جمهورية الصين الشعبية، أن الوزارة تنوي حظر الأشكال الأكثر تطرفًا من أوراق الجوس.

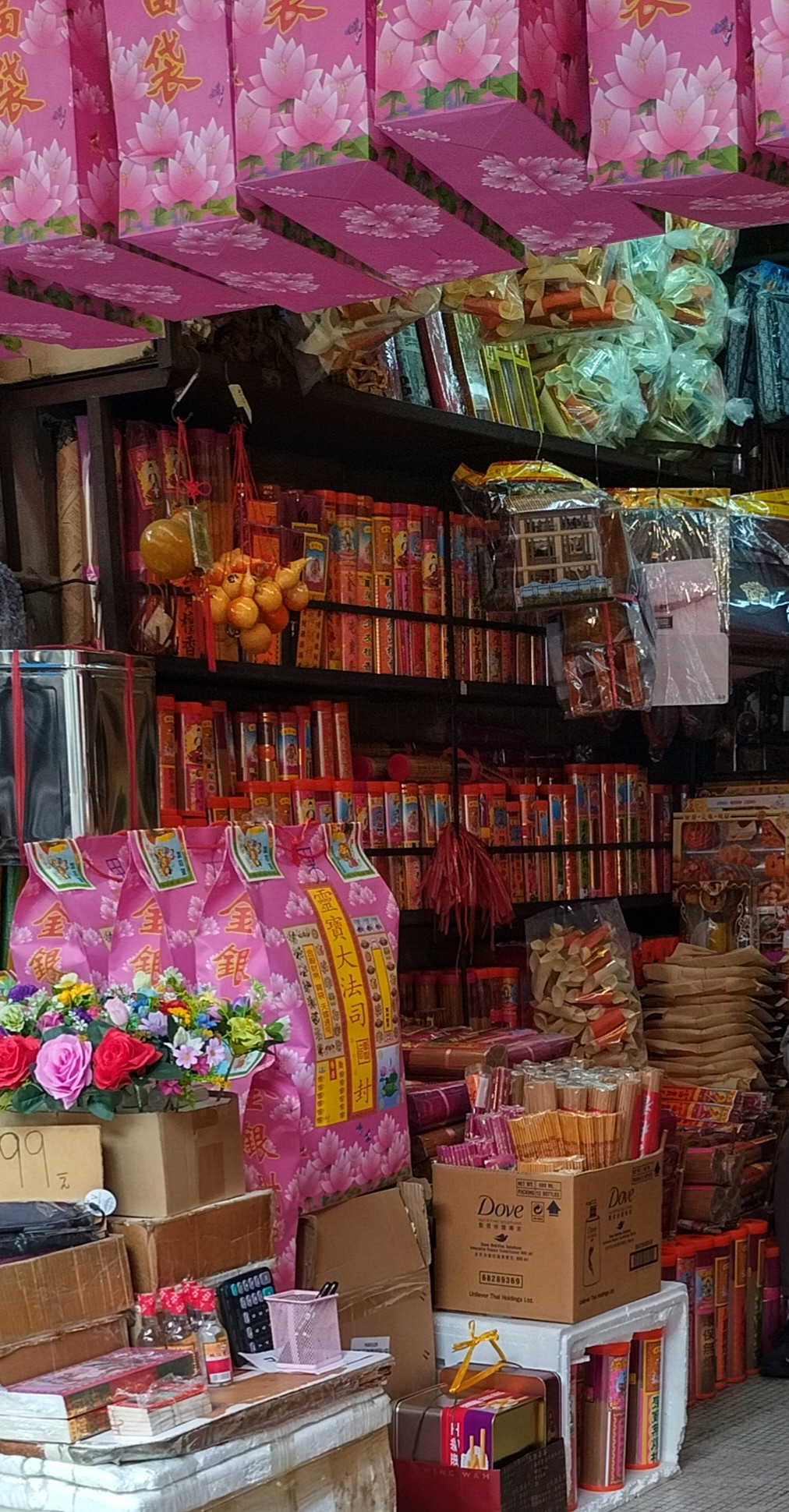
متجر لبيع أوراق الجوس في هونغ كونغ 1
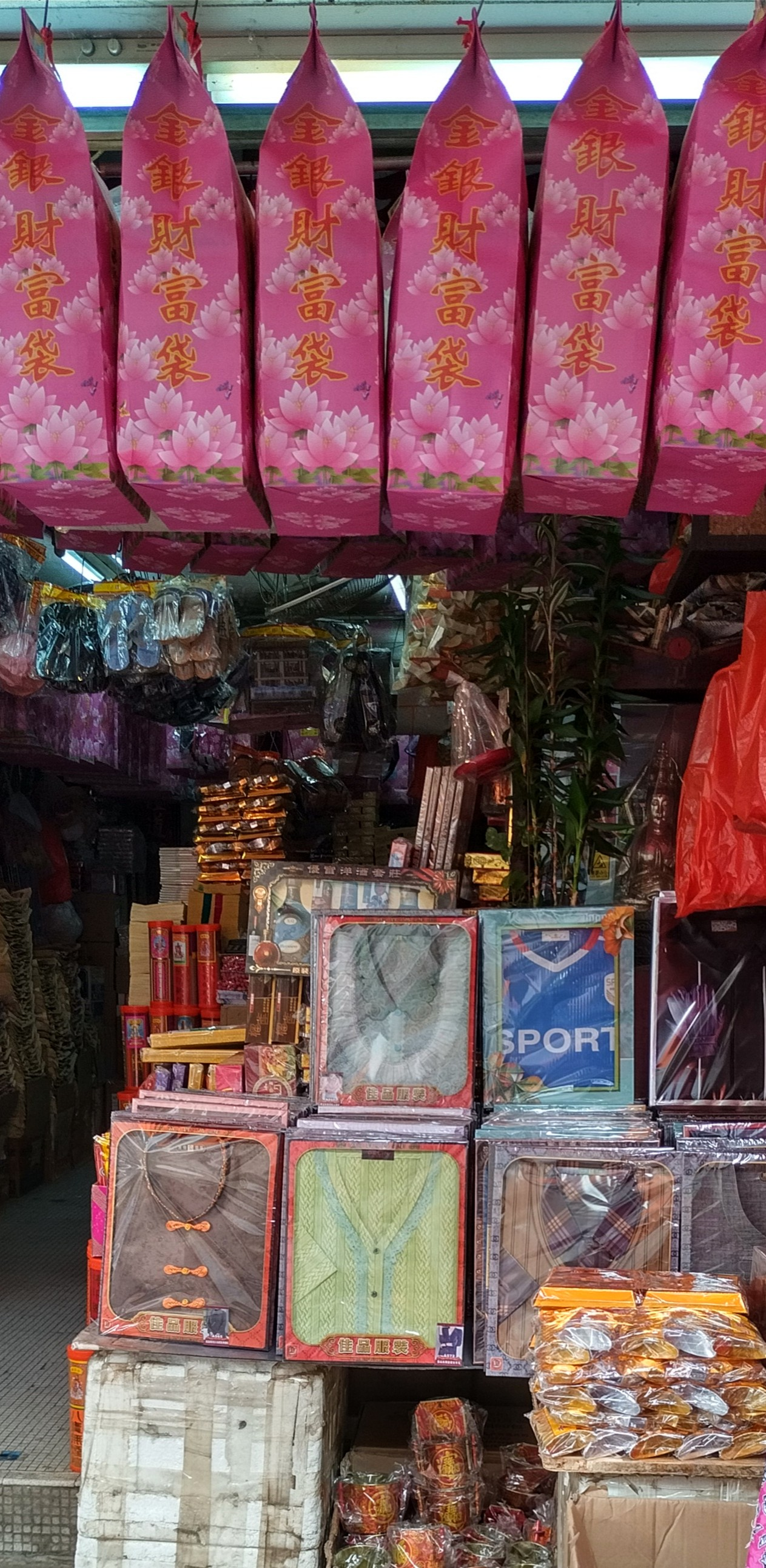
متجر لبيع أوراق الجوس في هونغ كونغ 2
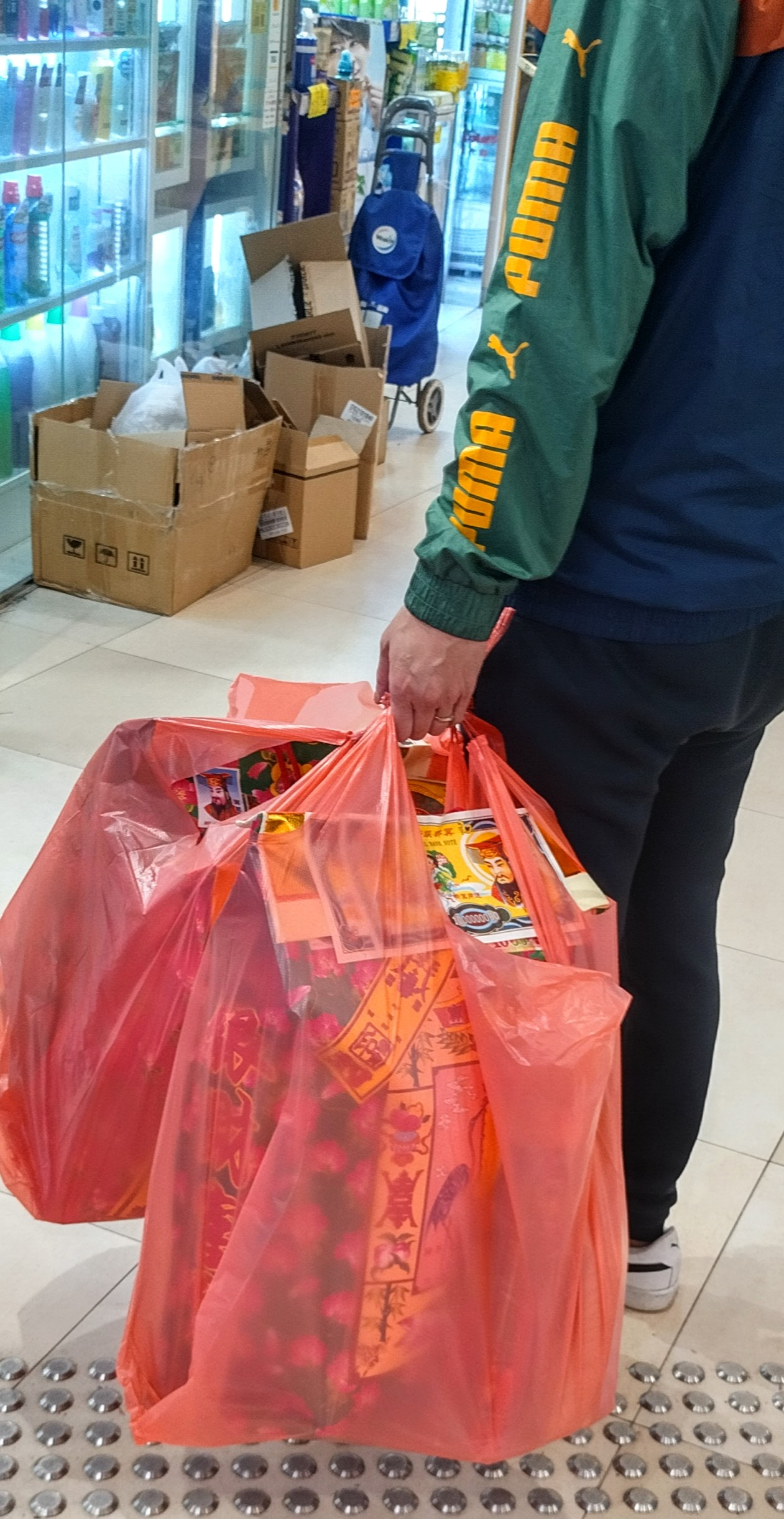
رجل يحمل أكياسًا من أوراق الجوس
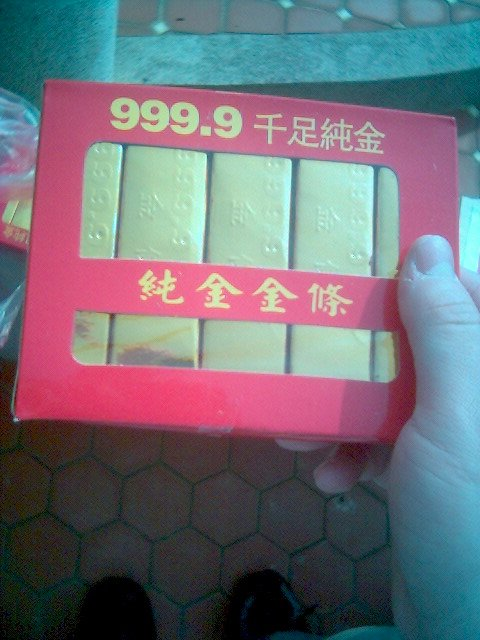
نوع حديث من أوراق الجوس مطوي على شكل سبائك ذهبية
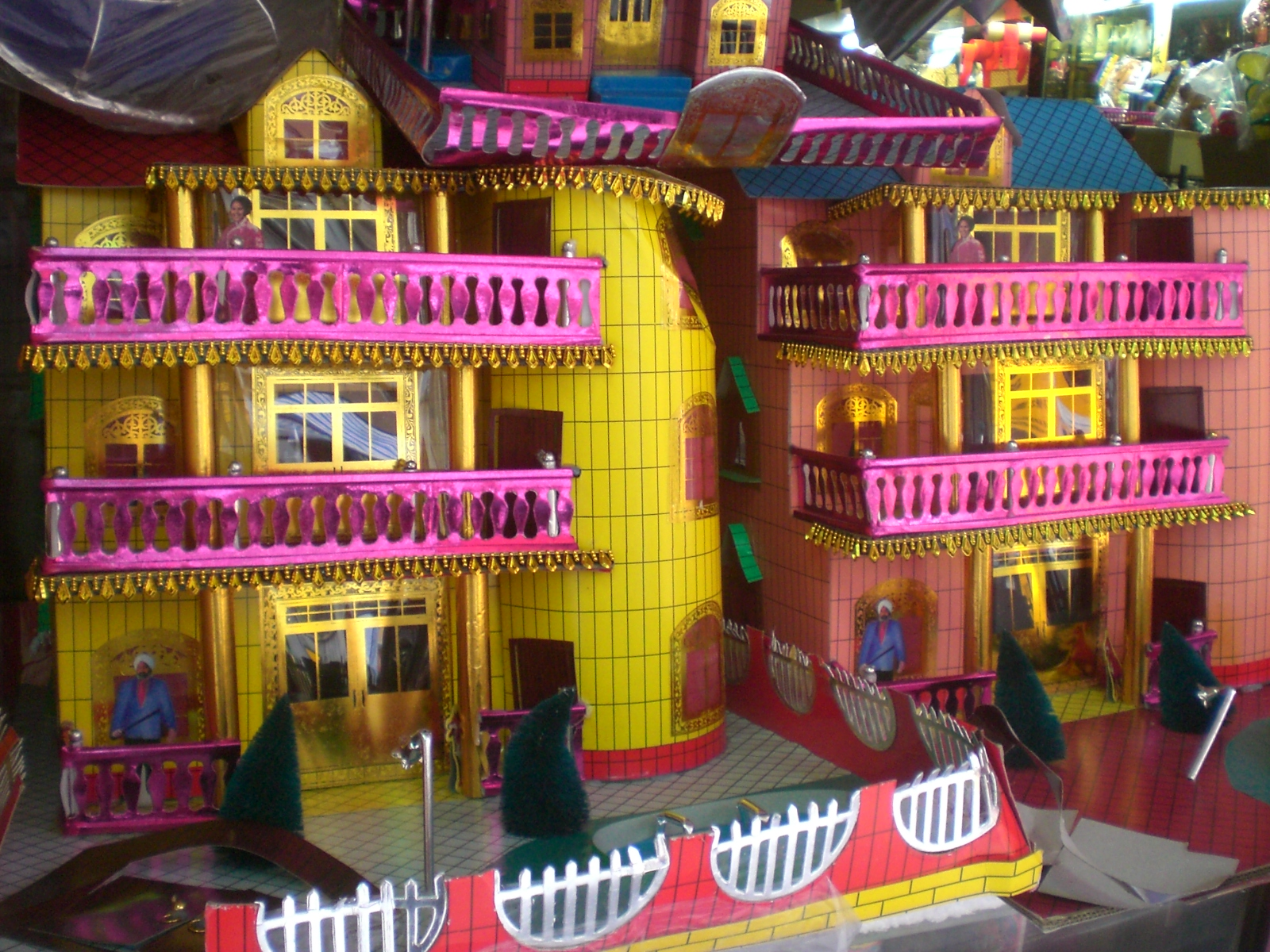
أوراق الجوس المعروضة للبيع في هونغ كونغ
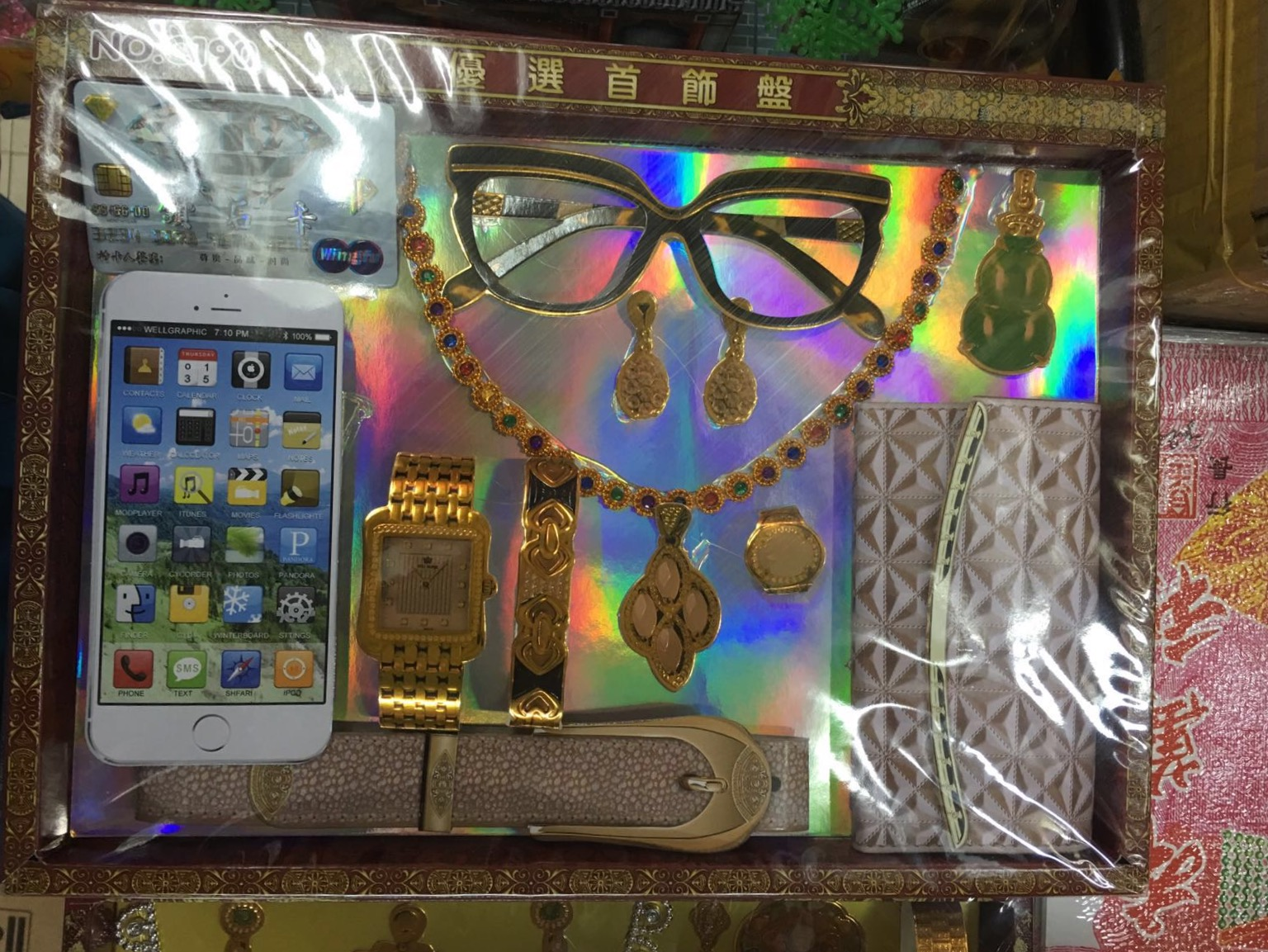
مجموعة من القرابين الورقية مع هاتف آيفون وملحقاته لامرأة متوفاة

### "أوراق بنك الجحيم"
تشبه أوراق بنك الجحيم إلى حد كبير الأوراق الذهبية والفضية التقليدية، وهي نسخة حديثة من أوراق الجوس وتُعتبر العملة الرسمية للحياة الآخرة. يقدمها الأقارب الأحياء إلى الأسلاف المتوفين عن طريق حرقها (أو وضعها في التوابيت في حالة الجنازات) كرشوة ليانلو لتقليل فترة البقاء أو لتجنب العقاب، أو لاستخدامها من قبل الأسلاف أنفسهم في شراء الكماليات في الحياة الآخرة.
قد يكون أصل كلمة "الجحيم" مشتقًا من: 1. وعظ المبشرين المسيحيين، الذين أخبروا الصينيين أن غير المسيحيين وأسلافهم سيذهبون إلى الجحيم عند موتهم كغير مؤمنين. يُعتبر المطهر الذي تُعلمه بعض الطوائف المسيحية مفهومًا مشابهًا. 2. ترجمة لكلمة "الجحيم" التي تتطابق مع المفهوم الصيني الموجود مسبقًا لـ"عالم ما تحت الأرض"، والذي كان يُعتبر في الكونيات الطاوية أحد الوجهات في رحلة ولادة جديدة لكل روح ميتة بغض النظر عن فضائلها خلال الحياة.
تُعرف أوراق بنك الجحيم أيضًا بقيمتها الاسمية الضخمة التي تتراوح من عشرة آلاف إلى خمسة ملايين. تكون الفواتير دائمًا تقريبًا على شكل دولارات أو يوان، وعادةً ما تحتوي على صورة الإمبراطور اليشم أو يانلو وانغ على الوجه الأمامي و"المقر الرئيسي" لبنك الجحيم على الوجه الخلفي. من السمات الشائعة الأخرى وجود توقيعات كل من يانلو وانغ وقضاة العالم السفلي، واللذين يبدو أنهما يعملان أيضًا كحاكم ونائب حاكم بنك الجحيم (كما هو موضح على الوجه الخلفي). هناك أيضًا سمة أخرى وهي أن أوراق بنك الجحيم تكون نسخة طبق الأصل من ورقة مائة دولار أمريكي، مع إخلاء مسؤولية يشير إلى أن الفاتورة مزيفة.

## التنظيم
قامت بعض المقاطعات في الصين بحرق أوراق الجوس بسبب المخاوف المتعلقة بتلوث الهواء الذي تسببه.

## قراءة إضافية
- مراجعة منهجية للأدبيات حول العلاقة بين التعرض للعناصر السامة واضطراب طيف التوحد
- تقدير مخاطر السرطان بسبب التعرض لتلوث الرصاص في أوراق الجوس
- حرق البخور للعبادة في المنطقة العامة لمجمعات الإسكان العام (2003)
- تأثيرات على الأسمنت بعد الاستبدال الجزئي برماد أوراق الجوس المحروقة
- أبعاد الإسكان - هونغ كونغ (2011)
- ترتيبات خاصة لحراق أوراق الجوس في مقبرة تسانغ تسوي حول مهرجان تشونغ يانغ 2022
- حرق النقود الورقية لتكريم الأسلاف وكسر اللعنات المتوارثة

### تنبيهات وإرشادات حكومية
- المساعدة في الامتثال، حرق أوراق الجوس والتحف الورقية
- إرشادات حول التحكم في تلوث الهواء لحرق أوراق الجوس في المعابد الصينية والمحارق وأماكن مشابهة
- إرشادات حول التحكم في تلوث الهواء لحرق التحف الورقية في دور الجنازات وأماكن العبادة الأخرى
- “الراحة في النسيم” 2016
- إدانة مزار طاوي في هونغ هوم لانبعاث الدخان
- تغيير الأوقات لأوراق الجوس والبخور
- غطاء حارق الجوس، سنغافورة (2001)
- صورة حاوية حرق أوراق الجوس
- صورة حارق أوراق الجوس
- تشجيع وكالة حماية البيئة للمعابد على تقليل حرق البخور

### أماكن مختلفة
- الفيتناميون يفقدون الرغبة الملحة في إرضاء المتوفى بحرق الأوراق النقدية التقليدية (Joss Paper)

- باريندا ساكداناراسيث: مستقبل الطقوس، ثقافة حرق الأوراق النقدية التقليدية (Joss Paper) في تايلاند
- انخفاض بنسبة 13٪ في عدد الشكاوى حول حرق الأوراق النقدية التقليدية (Joss Paper) خلال شهر الأشباح الجائعة (Hungry Ghost Month) (سنغافورة)
- ووهان الصينية تحتفل بمهرجان تشينغ مينغ (Tomb Sweeping Festival) بشكل حزين وسط تفشي فيروس كورونا
- العروض الورقية الحديثة تكسر الصور النمطية التقليدية (هونغ كونغ)

## روابط خارجية
- انتشار رماد حرق الأوراق النقدية التقليدية (Joss Paper) بعد الطقوس الدينية، معبد إلهة الرحمة، جزيرة بينانغ.